# مركز الخضيراء
مركز الخضيراء أحد المراكز الإدارية التي تتبع محافظة تربة في منطقة مكة المكرمة.

## الوصف
تبعد القرية عن المحافظة 80 كم بإتجاه الشرق، نوع الطريق وعر. أقرب مدينة أو قرية بها تعليم هي تربة التي تبعد 5 كم. أقرب مدينة أو قرية بها صحة تربة. الخدمات العامة: مركز إداري وكهرباء عامة وهاتف.